# Murat Cemcir
Murat Cemcir (Niksar, Tokat, 30 de noviembre de 1976) es un actor turco de ascendencia georgiana que aparece regularmente en películas y series de televisión turcas, principalmente en el género de comedia. En 2018 interpretó uno de los papeles principales en la laureada película El peral silvestre de Nuri Bilge Ceylan.

## Carrera
Cemcir apareció en la película Çalgı Çengi con Ahmet Kural en 2011. Más tarde protagonizó nuevamente junto a Kural la comedia de televisión İşler Güçler. En 2013 protagonizó la película Düğün Dernek (Asociación de bodas), la cual se convirtió en la cinta turca más vista en treinta años. En 2014 integró el elenco de la serie de televisión Kardeş Payı. En 2018 abandonó momentáneamente su rol humorístico para interpretar el papel de Idris en la película dramática de Nuri Bilge Ceylan El peral silvestre.

## Filmografía

### Cine y televisión
| Year | Title                       | Role                          |
| ---- | --------------------------- | ----------------------------- |
| 2018 | El peral silvestre          | Idris                         |
| 2018 | Ailecek Şaşkınız            | Gökhan                        |
| 2017 | Çalgı Çengi İkimiz          | Salih                         |
| 2016 | Hayatımın Aşkı              | Papel de reparto (1 episodio) |
| 2015 | Düğün Dernek 2: Sünnet      | Çetin                         |
| 2014 | Kardeş Payı                 | Ali Özdemir                   |
| 2013 | Düğün Dernek                | Çetin                         |
| 2012 | İşler Güçler                | Kendisi                       |
| 2012 | Behzat Ç.                   | Salih                         |
| 2012 | Yeraltı                     | Sinan                         |
| 2011 | Üsküdar'a Giderken          | Oğuz Cemcir                   |
| 2010 | Küstüm Çiçeği               | Hidayet                       |
| 2010 | Çalgı Çengi                 | Salih                         |
| 2009 | Bir Bulut Olsam             | Asil                          |
| 2009 | Ramazan Güzeldir            | Dilenci Tankut                |
| 2008 | Gazi                        | Konuk Oyuncu                  |
| 2008 | Kurbanlık                   | Fakir Adam                    |
| 2008 | Söndürülen Hayatlar         | Doktor Kenan                  |
| 2006 | Polis                       | Komiser Hüseyin               |
| 2006 | Pars: Kiraz Operasyonu      | Kargo müdürü                  |
| 2005 | Takva                       | Mahmut                        |
| 2002 | Sırlar Dünyası / Sır Kapısı | Fatih Hoca                    |